# إنتروبيا الانصهار
انتروبيا الانصهار(بالإنجليزي: Entropy of fusion) هو زيادة الانتروبيا أثناء انصهار المادة , يأخذ قيم إيجابية عند تحول المادة من الحالة الصلبة البلورية المنتظمة أو الحالة السائلة إلى الحالة الغازية ,يرمز له ΔSfus ويقاس بوحدة جول/mol·درجة حرارة مطلقة ,
ويترتب على تغير انتروبيا الانصهار ونقطة الغليان تغير المحتوى الحراري كالتالي :
{\displaystyle \Delta H_{fus}=T_{fus}\times \Delta S_{fus}}
في حالة ارتباط التغير في طورالمادة مع التغير في طاقة جيبس الحرة تأخذ انتروبيا الانصهار قيمة سالبة.